# 院庁牒
院庁牒（いんのちょうちょう）は、上皇の院庁より、被管関係にない官司や僧綱などに対して出した牒形式の命令文書。
主に院領関連などで公的機関に対して指示を下す際、用いられた。別当以下院司が署名を行われ、公式令に則った牒の書式を取っていることを除けば、院庁より特定の個人に向けて出された院庁下文との大きな違いは無い。その後は院庁下文にとって代わられ、鎌倉時代以後にはほとんど見られなくなった。